# José María Lemus
José María Lemus Lopez (ur. 22 lipca 1911 w La Unión, zm. 31 marca 1993 w San José) – podpułkownik armii salwadorskiej i polityk. Prezydent kraju w latach 1956–1960.
W okresie 1948–1949 (rządy junty Óscara Osorio) był wiceministrem obrony. Kiedy w 1949 Osorio objął urząd prezydenta, Lemus wszedł w skład jego rządu jako minister spraw wewnętrznych. 14 września 1956 został następcą Osorio na stanowisku prezydenta z ramienia Rewolucyjnej Partii Zjednoczenia Demokratycznego (PRUD). Kontynuował realizację programu reform socjaldemokratycznych poprzednika, napotkał jednak przeszkodę w postaci spadku cen kawy i wywołanego tym kryzysu ekonomicznego. W rezultacie 26 października 1960 stracił urząd prezydencki na skutek przewrotu wojskowego.